# Peugeot 505
Pour le camion des années 1910, voir Peugeot type 505.
La Peugeot 505 est une automobile de la marque Peugeot produite entre mai 1979 et juin 1992 à 1 350 798 exemplaires. Son design extérieur est l’œuvre de Pininfarina et le design intérieur est signé Paul Bracq. Elle a été présentée officiellement en mai 1979.

## Histoire
Grande berline de la gamme Peugeot, la 505 est la remplaçante de la 504, qui avait obtenu un grand succès commercial et dont elle reprend la plate-forme. En substance, la 505 est une 504 modernisée et partiellement remotorisée, deux ans après la 305 en 1977.
Dernière berline à propulsion de la marque, elle a existé avec des moteurs essence et Diesel, en berline ou en break (finition Break ou Familiale 8 places), ce dernier ayant servi de base pour des transformations en ambulance, en 4x4 (versions Dangel à partir de 1986) ou en Pick-up double cabine (Gruau). Des versions coupé et cabriolet furent étudiées, mais en restèrent à l'état de prototype en raison de la crise économique et du retrait de Peugeot des États-Unis.
La 505 est connue pour sa fiabilité et sa robustesse, certains exemplaires ayant dépassé les 500 000 km, et même 1 000 000 de km en Afrique[réf. nécessaire]!  Au début de sa carrière, en 1980, Peugeot vend 1 200 taxis 505 Diesel aux villes de New York, et de Los Angeles, avant qu'il ne devienne quasiment impossible d'exporter des véhicules Diesel aux États-Unis. Sur le marché nord-américain, la 505 connaîtra un certain succès de niche, atteignant un pic de ventes de 20 000 exemplaires en 1984 ; cependant, les chiffres ne firent que s'éroder par la suite, écartant l'espoir d'une réelle percée commerciale. Le modèle ne fut pas aidé en cela par son classement en dernière position à une série de crash-tests, en 1989. Peugeot se retirera finalement d'Amérique du Nord en 1991.

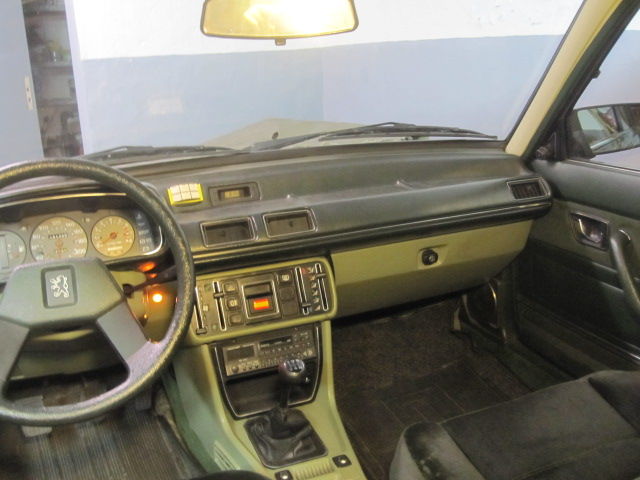
Planche de bord des premières versions.

En 1983, Peugeot fait appel à Porsche afin de préparer, pour la 505, une version turbo-essence du bloc Simca-Chrysler 2,2 litres monté sur les Talbot Tagora et Talbot-Matra Murena (moteur N9T). La 505 Turbo Injection était reconnaissable à sa peinture spécifique bi-ton et à ses jantes de même style que celles des 604 STI et coupé 504 V6. D'abord commercialisée en version 150 ch (qui était très gourmande en carburant), elle fut suivie par une version 160 ch plus économique car munie d'un échangeur. Pour cette version, fut également proposé un kit PTS (Peugeot-Talbot Sport) : il permettait au 2,2 litres de développer 200 ch. Ce kit était préparé par Danielson et nécessitait une mention complémentaire des Mines. Il était installé par les concessionnaires locaux, d'où un réglage parfois difficile à trouver, en fonction de la compétence locale des mécaniciens.
En juillet 1985, toutes les 505 reçurent une nouvelle planche de bord d’un style plus massif et plus moderne (toujours signée Paul Bracq), une calandre avant redessinée, des pare-chocs intégrés et des feux arrière façon 309 sur les berlines.
En 1986, le moteur de la 505 Turbo Injection passe à 180 ch. Les versions V6 et V6 S (à l'équipement simplifié) équipées du V6 PRV à manetons décalés préparent la venue de la 605 V6, en servant de test pour l'implantation de ce moteur.
En 1986, la 505 V6 avait l'ABS, la condamnation centralisée des portes à distance, quatre lève-vitres électriques, le toit ouvrant coulissant électrique, les rétroviseurs électriques et dégivrants et un régulateur de vitesse (si boîte automatique).
La 505 continue dès lors son chemin sur son erre, sans grandes modifications. Sa carrière en France s'arrête le 10 mars 1992 après 1 337 700 modèles produits. La dernière 505 sortie des chaînes de Sochaux fut une 505 Break Familiale que le constructeur offrit au Musée de l'Aventure Peugeot.
Après avoir été longtemps appréciées sur le marché africain, où elles sont maintenant supplantées par les Japonaises des années 1980 et 90, les 505 survivantes commencent doucement à trouver leur place auprès des jeunes amateurs de voitures anciennes (catégorie des Youngtimer), notamment les versions Turbo Injection et, dans une moindre mesure, la déclinaison V6.

## Motorisations
La Peugeot 505 utilise la plateforme de sa devancière, la 504, dont elle reprend les motorisations sur les premières versions à carburateur (GR, SR) et Diesel (GRD, SRD). En revanche, sur les versions à injection (TI, STI et GTI), le bloc 2 litres (puis 2,2 litres) en alliage (« moteur Douvrin ») produit par la société Française de Mécanique (coentreprise PSA/Renault), qui est aussi monté sur la Renault 20, est nouveau. La 505 Turbo Injection utilise enfin un autre 2,2 l, le moteur Simca-Chrysler à arbre à cames en tête, avec un bloc en fonte plus rigide pour tenir la suralimentation.

### Essence
| Finition/Version    | 1.8                         | 1.8                           | 2.0                         | 2.0                                        | 2.0                          | 2.0                          | 2.0                         | 2.0                          | 2.2                          | 2.2                          | 2.2                          | 2.2                                         |
| ------------------- | --------------------------- | ----------------------------- | --------------------------- | ------------------------------------------ | ---------------------------- | ---------------------------- | --------------------------- | ---------------------------- | ---------------------------- | ---------------------------- | ---------------------------- | ------------------------------------------- |
| Moteur              | 4 cylindres en ligne        | 4 cylindres en ligne          | 4 cylindres en ligne        | 4 cylindres en ligne                       | 4 cylindres en ligne         | 4 cylindres en ligne         | 4 cylindres en ligne        | 4 cylindres en ligne         | 4 cylindres en ligne         | 4 cylindres en ligne         | 4 cylindres en ligne         | 4 cylindres en ligne                        |
| Code moteur         | XM7                         | XM7A                          | XN1                         | XN1A                                       | XN1A                         | XN6                          | XN6                         | ZEJK 829B                    | ZDJK                         | ZDJL 851B                    | ZDJL 851Y                    | ZDJL 851X                                   |
| Cylindrée (cm3)     | 1796                        | 1796                          | 1971                        | 1971                                       | 1971                         | 1971                         | 1971                        | 1995                         | 2165                         | 2165                         | 2165                         | 2165                                        |
| Taux de compression | 8.8:1                       | 8.8:1                         | 8.8:1                       | 8.8:1                                      | 8.8:1                        | 8.8:1                        | 8.35:1                      | 9.2:1                        | 9.2:1                        | 9.8:1                        | 9.8:1                        | 8.8:1                                       |
| Puissance           | 80 ch (59 kW) à 5500 tr/min | 90 ch (66 kW) à 5000 tr/min   | 82 ch (60 kW) à 5000 tr/min | 96 ch (71 kW) à 5200 tr/min 100 ch (74 kW) | 108 ch (79 kW) à 5250 tr/min | 113 ch (83 kW) à 5000 tr/min | 98 ch (72 kW) à 5000 tr/min | 110 ch (81 kW) à 5250 tr/min | 117 ch (86 kW) à 5750 tr/min | 130 ch (96 kW) à 5500 tr/min | 130 ch (96 kW) à 5750 tr/min | 122 ch (90 kW) à 5000 tr/min 115 ch (85 kW) |
| Couple en Nm        | 142 N m à 2500 tr/min       | 147 N m à 2750 tr/min         | 158 N m à 2500 tr/min       | 161 N m à 3000 tr/min                      | 169 N m à 3000 tr/min        | 172 N m à 2750 tr/min        | 157 N m à 3500 tr/min       | 171 N m à 4000 tr/min        | 186 N m à 3500 tr/min        | 188 N m à 4250 tr/min        | 188 N m à 4250 tr/min        | 178 N m à 3500 tr/min                       |
| 0-100 km/h          |                             |                               |                             |                                            |                              |                              |                             |                              |                              |                              |                              |                                             |
| Vitesse maximale    | 156 km/h                    | 165 km/h                      | 152 km/h                    | 166 km/h                                   | 175 km/h                     | 176 km/h                     |                             |                              | 178 km/h                     | 185 km/h                     |                              | 178 km/h                                    |
| Boite de vitesse    |                             |                               | BV5 BVA                     |                                            |                              |                              |                             |                              |                              |                              |                              |                                             |
| Année               | 1982-1983                   | 1986-1991                     |                             |                                            |                              |                              |                             |                              |                              |                              |                              |                                             |
| Modèles             | Break GL                    | Berlines GL, GR, SX restylées |                             |                                            |                              |                              |                             |                              |                              |                              |                              |                                             |

| Finition/Version          | Turbo Injection                     | Turbo Injection                                          | Turbo Injection                                          | Turbo Injection                                          | Turbo Injection                                          | V6                            | V6                                |
| ------------------------- | ----------------------------------- | -------------------------------------------------------- | -------------------------------------------------------- | -------------------------------------------------------- | -------------------------------------------------------- | ----------------------------- | --------------------------------- |
| Moteur                    | 4 cylindres en ligne turbocompressé | 4 cylindres en ligne turbocompressé et échangeur air/air | 4 cylindres en ligne turbocompressé et échangeur air/air | 4 cylindres en ligne turbocompressé et échangeur air/air | 4 cylindres en ligne turbocompressé et échangeur air/air | 6 cylindres en V              | 6 cylindres en V                  |
| Code moteur               | N9T                                 | N9TE                                                     | N9TEA                                                    | N9TEA                                                    | N9TEA                                                    | ZN3J 154F                     | ZN3J 154X                         |
| Cylindrée (cm3)           | 2155                                | 2155                                                     | 2155                                                     | 2155                                                     | 2155                                                     | 2849                          | 2849                              |
| Alimentation en carburant |                                     |                                                          |                                                          |                                                          |                                                          | Bosch LH-Jetronic             | Bosch LH-Jetronic avec catalyseur |
| Taux de compression       | 7.5:1                               | 8:1                                                      | 8:1                                                      | 8:1                                                      | 8:1                                                      | 10:1                          | 9.5:1                             |
| Puissance                 | 150 ch (110 kW) à 5200 tr/min       | 160 ch (118 kW) à 5200 tr/min                            | 180 ch (132 kW) à 5200 tr/min                            | 200 ch                                                   | 200 ch                                                   | 170 ch (125 kW) à 5600 tr/min | 147 ch (108 kW) à 5000 tr/min     |
| Couple en Nm              | 235 N m à 3000 tr/min               | 245 N m à 3000 tr/min                                    | 275 N m à 3000 tr/min                                    |                                                          |                                                          | 235 N m à 4250 tr/min         | 234 N m à 3750 tr/min             |
| 0-100 km/h                |                                     |                                                          | 8,4                                                      |                                                          |                                                          |                               |                                   |
| Vitesse maximale          | 200 km/h                            | 205 km/h                                                 | 210 km/h                                                 |                                                          |                                                          | 205 km/h                      |                                   |
| Boite de vitesse          | BVM5                                | BVM5                                                     | BVM5                                                     | BVM5                                                     | BVM5                                                     | BVM5 BVA                      | BVM5 BVA                          |
| Masse à vide (kg)         |                                     |                                                          | 1345                                                     |                                                          |                                                          |                               |                                   |
| Consommation (L/100km)    |                                     |                                                          | 12                                                       |                                                          |                                                          |                               |                                   |
| Année                     | 1983-1984                           | 1984-1985                                                | 1985-1988                                                | 1984-1985                                                | 1989                                                     | 1987-1989                     |                                   |
| Modèles                   | berline Turbo Injection             | berline Turbo Injection                                  | berline Turbo Injection restylée                         | berline Turbo Injection kit PTS                          | berline US                                               | berline V6 berline V6 S       |                                   |

### Diesel
Tous les moteurs sont à injection indirecte.
| Finition/Version    | 2.3D                        | 2.3D                 | 2.5D                        | 2.3TD                                        | 2.5TD                                        | 2.5TD                                                      |
| ------------------- | --------------------------- | -------------------- | --------------------------- | -------------------------------------------- | -------------------------------------------- | ---------------------------------------------------------- |
| Moteur              | 4 cylindres en ligne        | 4 cylindres en ligne | 4 cylindres en ligne        | 4 cylindres en ligne turbocompressé (Garret) | 4 cylindres en ligne turbocompressé (Garret) | 4 cylindres en ligne turbocompressé avec échangeur air/air |
| Code moteur         | XD2                         | XD2C                 | XD3                         | XD2S                                         | XD3T                                         | XD3TE                                                      |
| Cylindrée (cm3)     | 2304                        | 2304                 | 2498                        | 2304                                         | 2498                                         | 2498                                                       |
| Puissance           | 70 ch (51 kW) à 4500 tr/min | 70 ch (51 kW)        | 76 ch (59 kW) à 4500 tr/min | 80 ch (59 kW) à 4150 tr/min                  | 95 ch (70 kW) à 4150 tr/min                  | 110 ch (81 kW)                                             |
| Couple              | 131 N m à 2000 tr/min       |                      | 150 N m à 2000 tr/min       | 184 N m à 2000 tr/min                        | 206 N m à 2000 tr/min                        | 235 N m à 2000 tr/min                                      |
| Taux de compression | 22,2:1                      |                      | 21:1                        | 23:1                                         | 21:1                                         | 21:1                                                       |
| Vitesse maximale    | 141 km/h                    |                      | 160 km/h                    | 150 km/h                                     | 170 km/h                                     | 178 km/h                                                   |
| Boite de vitesse    | BVA en option               | BVA en option        | BVA en option               | BVA en option                                | BVA en option                                | BVA en option                                              |

## La 505 produite à l'étranger

### Argentine
Peugeot avait acquis une bonne réputation sur le marché argentin. Quelques Peugeot sont importées au compte-goutte dès 1904 jusqu'au milieu des années 1950. La commercialisation de la Peugeot 403 démarre en 1956 par sa filiale locale DAPASA. En 1958, le gouvernement argentin cherche à développer l’industrie automobile dans son pays et Peugeot conclut un accord avec la société IAFA pour lancer l'assemblage local de la 403 qui débute au milieu de l’année 1960. 1 912 exemplaires sont assemblés avec des éléments venant directement de France. En 1962, la 404 s’ajoute à la gamme et la production totale s'élève à 8 812 automobiles Peugeot.
Malheureusement, Peugeot ayant utilisé la société IAFA comme un simple assembleur et non pas comme constructeur-assembleur intégrant le minimum de composants locaux prévus pour l'obtention des subventions, commet plusieurs infractions à la législation argentine réglementant la production automobile, en particulier celle relative à l’importation de composants. L’usine de Beratazegui doit cesser son activité en septembre 1964 avant d’être reprise, en 1965, par une nouvelle société, la SAFRAR - Société Automobile Franco Argentine, une J-V 50/50 avec Citroën, créée pour l'occasion, qui va produire les dernières 403 avec les éléments disponibles. En 1966, SAFRAR produit 11 013 voitures en Argentine, représentant un peu moins de 10 % du marché.
En 1968, SAFRAR est la première entreprise automobile argentine à exporter des voitures, d’abord au Chili puis, à partir de 1972, vers la Bolivie. La Peugeot 504 est lancée en 1969 dans une variante plus économique que celle connue en France, qui se distingue par quatre phares ronds, comme toutes les voitures Peugeot produites hors de France. Le moteur 1 657 cm3, la boîte de vitesses et la suspension arrière sont repris de la 404 et des freins arrière à tambours. En 1972, la 504 argentine adopte les phares trapézoïdaux de la version européenne et reçoit, en mai 1973, un nouveau moteur de 1 838 cm3. Il faut attendre décembre 1976 pour voir apparaître le moteur essence de 1 971 cm3 et 1979 pour la première version diesel. La 504 a été fabriquée en Argentine dans l'usine de Beratazegui jusqu'en 1980 puis, dans l’usine Fiat d’El Palomar jusqu'en 1999.
La crise économique de la fin des années 1970 pousse Peugeot à fusionner SAFRAR avec la filiale argentine du groupe italien Fiat, Fiat Concord, en février 1980, donnant naissance à la société SEVEL (85 % Fiat - 15 % Peugeot). NDR : En France, Peugeot lutte pour sa survie après la reprise (obligée) de Chrysler Europe. L’alliance des deux marques va permettre de réduire les coûts, l’ancienne usine de Beratazegui est fermée et le seul modèle Peugeot encore fabriqué, la 504, sera produite dans l’usine Fiat d’El Palomar. En 1982, le groupe argentin Macri rachète 85 % de SEVEL, Peugeot ayant vendu toutes ses parts et Fiat Auto conservant une participation de 15 %.
En 1981, SEVEL commence la production locale de la 505, le pick-up 504 remplace l'ancien pick-up 404 après une carrière de près de 19 ans. En mars 1992, SEVEL lance la production de la 405 qui succède à la 505, qui disparaît en 1997 après une production de 91 920 exemplaires, dont 89 791 berlines et 2 129 breaks. 

### Espagne
Produite dans l'ex usine Citroën de Vigo, la Peugeot 505 a remplacé la 504 sur les chaînes de montage de l'usine galicienne. Cataloguée dans ce qu'on appelle aujourd'hui le segment D, elle a été une berline d'excellente renommée dotée de moteurs essence et diesel. En Espagne, 146 216 exemplaires ont été fabriquées entre 1987 et 1995.

## Compétition automobile
Le modèle STi a remporté le Rallye Tour d'Europe réservé aux voitures strictement de série en 1981 avec l'équipage Holger Bohne / Peter Diekmann (seule voiture française lauréate).
À partir de 1980, plusieurs 505 sont engagées par Jean-Pierre Beltoise en course de production. Surnommées 505 Production, elles sont préparées par Danielson sur base du modèle 2,0 litres. Elles développent 190 ch grâce à deux carburateurs Weber double-corps remplaçant l'injection. En 1983, la sortie de la 505 Turbo change la donne et voit la naissance des 505 Superproduction développant des puissances de 440 ch à plus de 550 ch.

## Galerie de photos

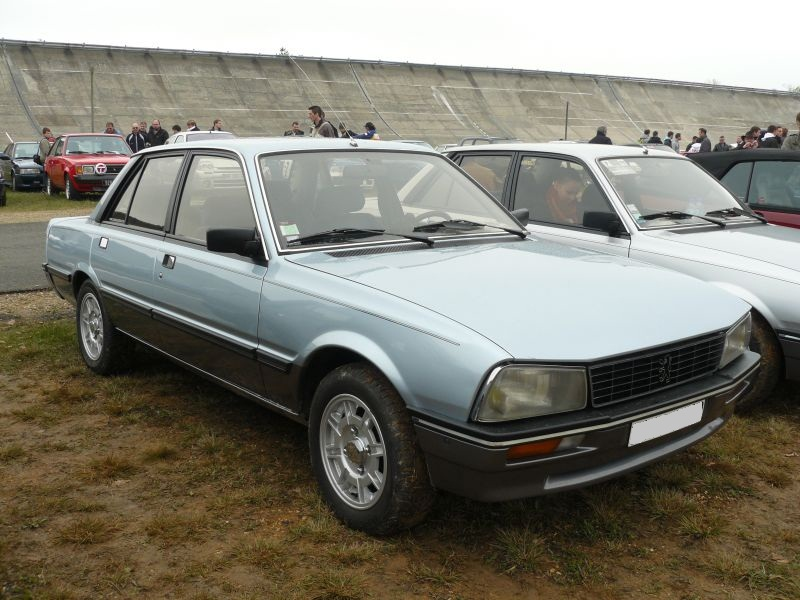
505 Turbo Injection 1983.
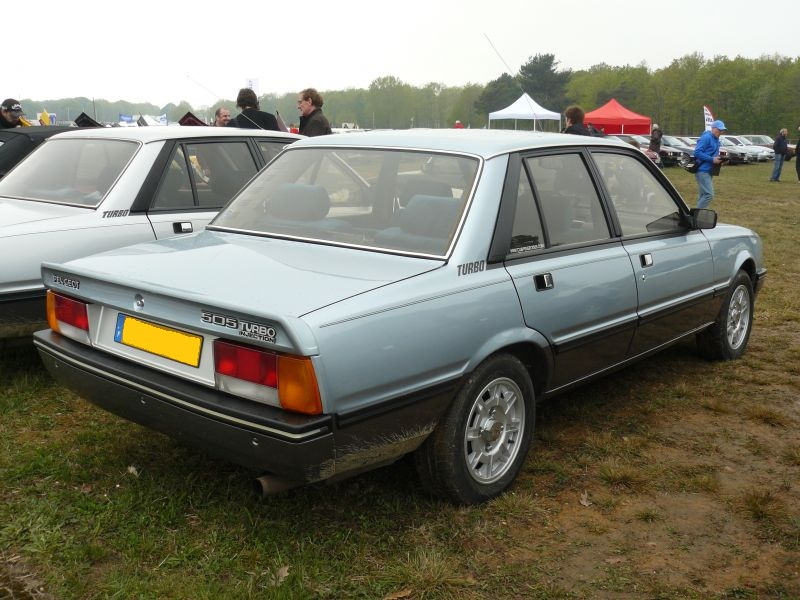
505 Turbo Injection 1983.
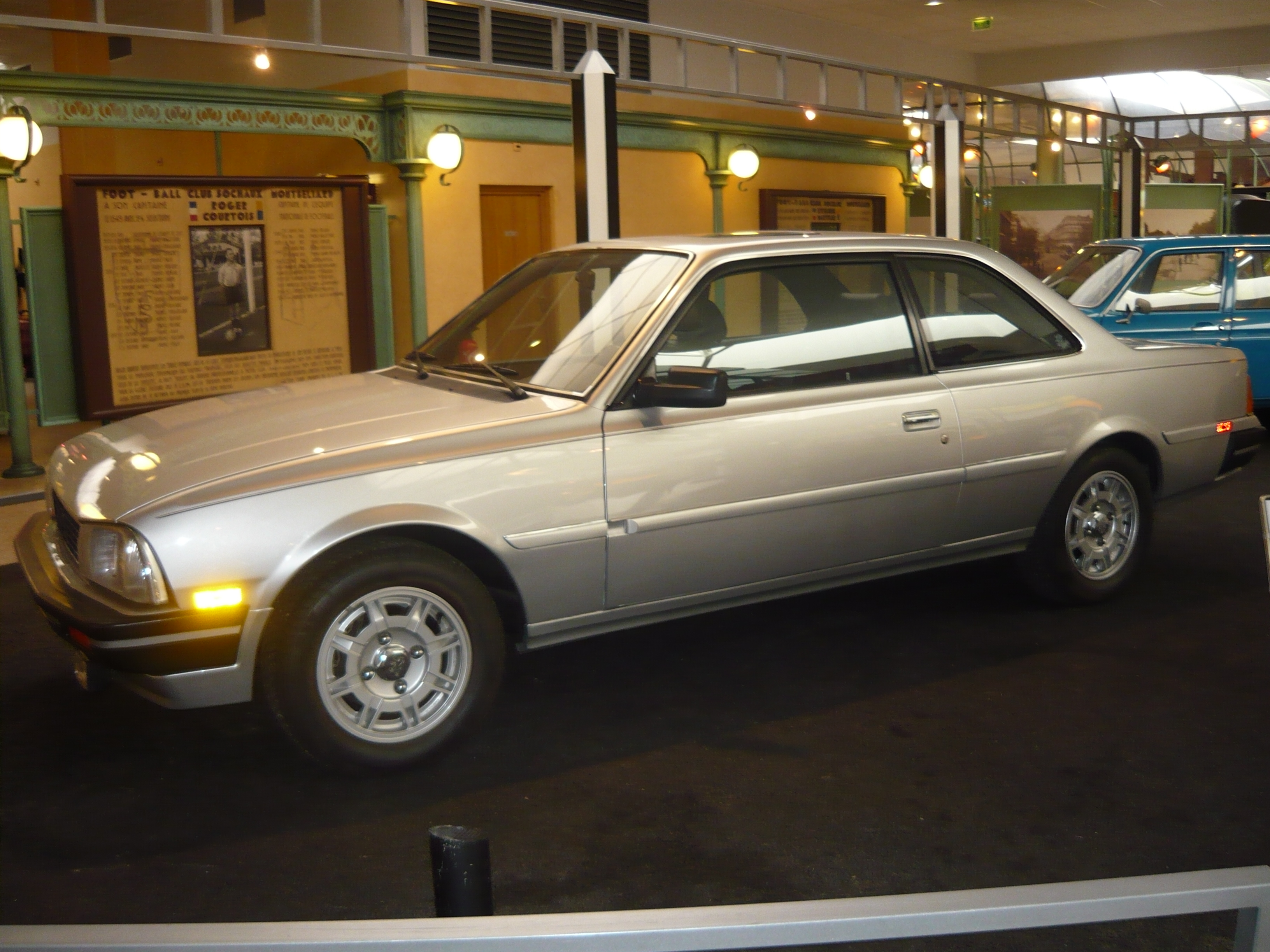
Prototype de 505 coupé (non commercialisé).
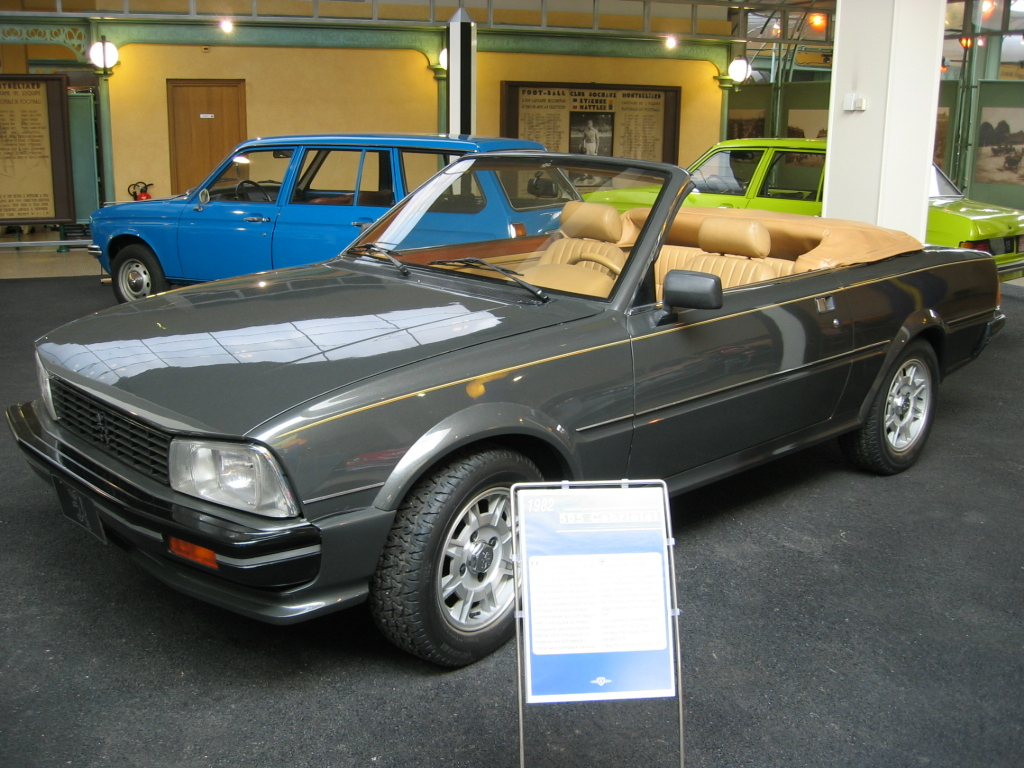
Prototype de 505 cabriolet (non commercialisé).
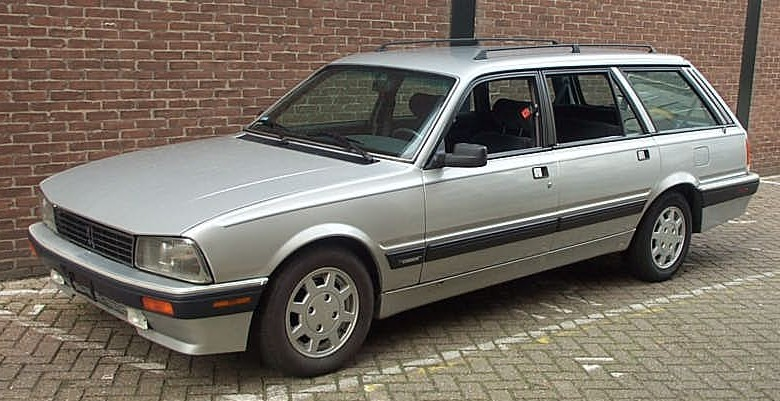
505 Turbo Injection break familial version US, 1991.
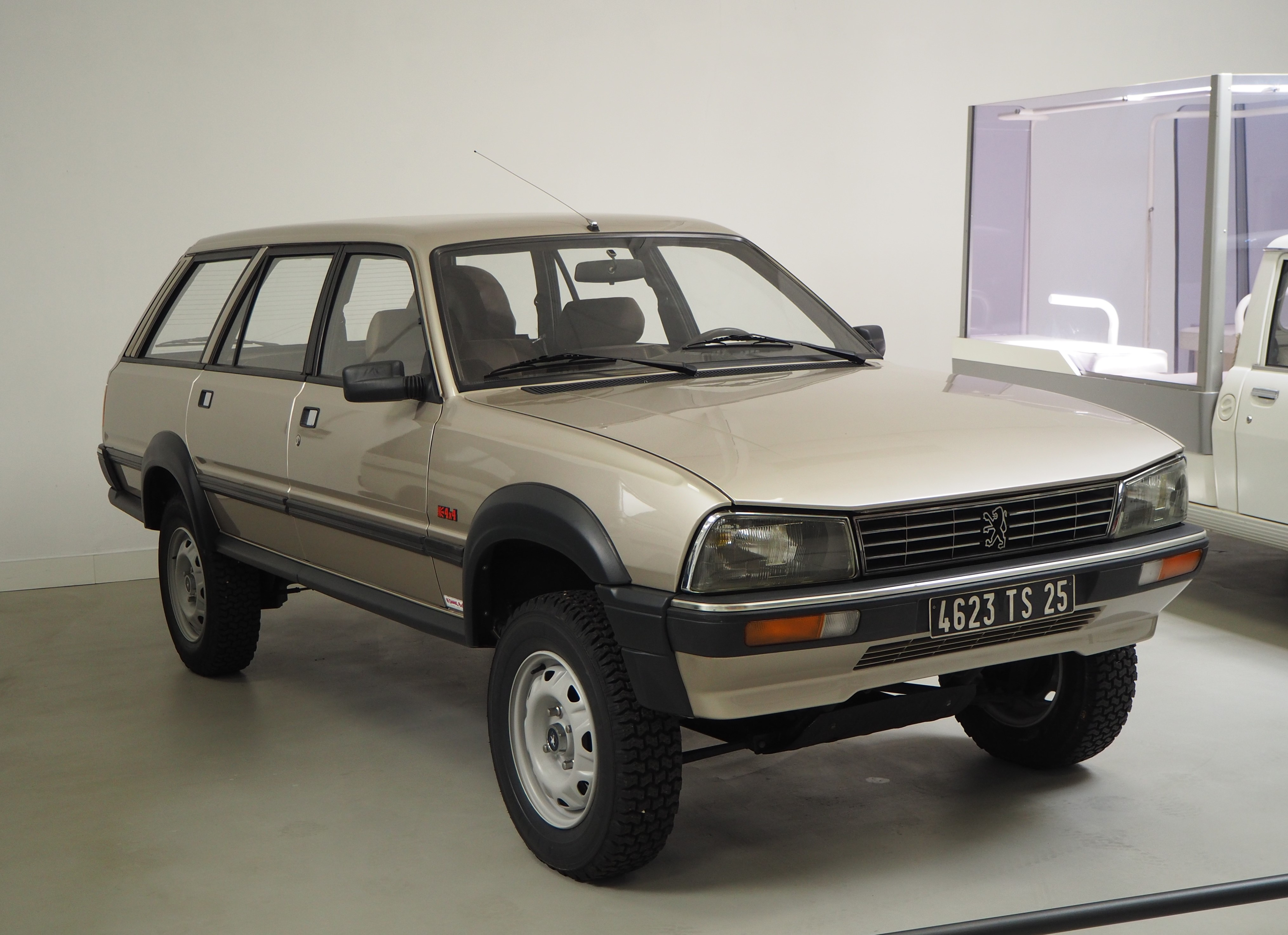
505 break 4x4 Dangel.
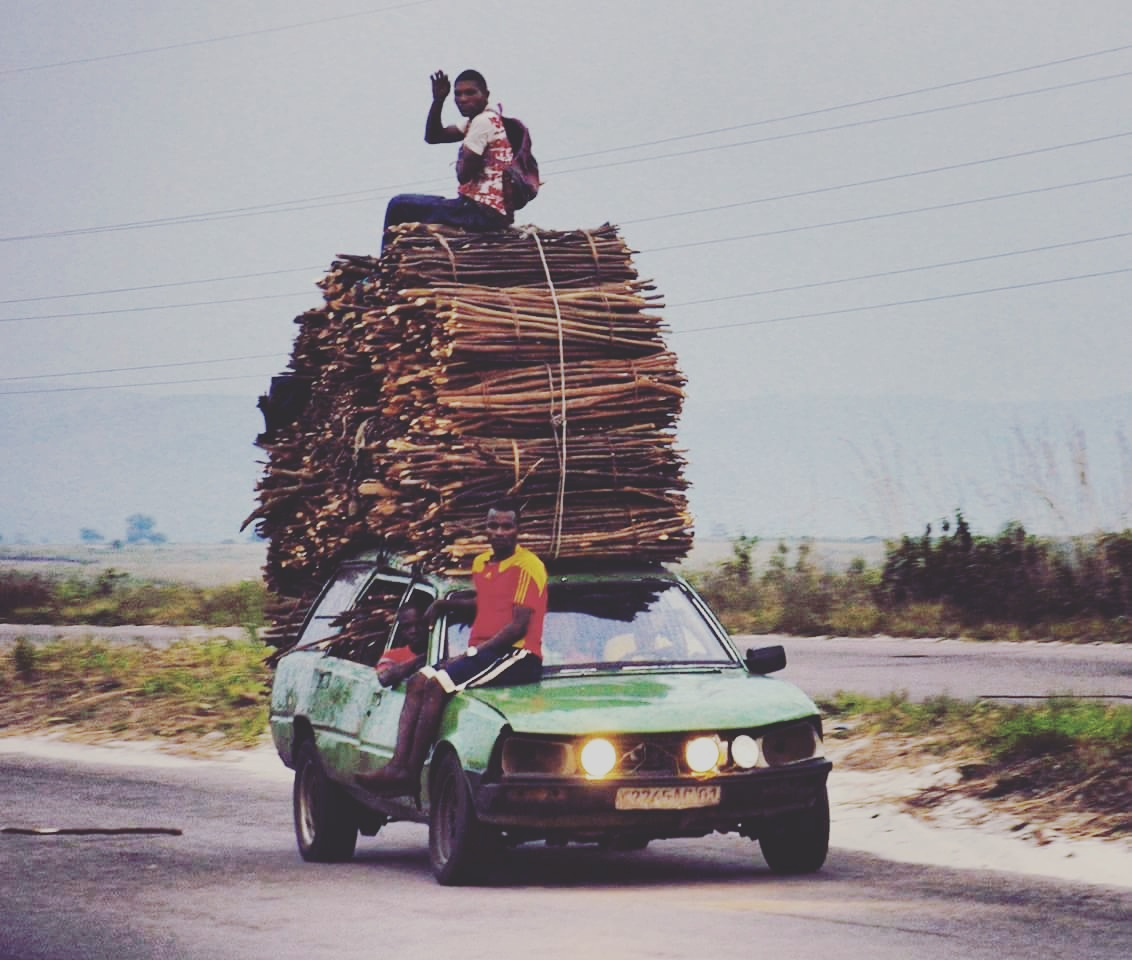
505 au Congo.